# Snapple Theater Center
L'Snapple Theater Center són dues sales de teatre de l'Off Broadway, situat a la cantonada del carrer 50 i Broadway, al Times Square de Nova York. L'espai, de 1.900 m2, es va inaugurar el 22 de maig de 2006. Anteriorment, era ocupat per una escola de formació professional. Una de les sales: El Jerry Orbach Theater (anomenat així per l'actor Jerry Orbach) i l'espai sense nom. Entre els dos espais hi caben 398 espectadors. El Snapple Theater Center està patrocinat per l'empresa de begudes Snapple.

## Història
El complex va ser construït per l'actriu i productora Catherine Russell en col·laboració amb Snapple, marcant el primer patrocini corporatiu d'Off-Broadway. Es va inaugurar com a Snapple Theatre Center el 22 de maig de 2006, amb Wendy Kaufman, "the Snapple Lady", il·luminant cerimonialment l'envelat. Peça de llarga durada Perfect Crime (protagonitzada per Russell) transferida al Theatre Center a l'obertura de les instal·lacions, i un renaixement de  The Fantasticks es va muntar aquell estiu.
L'any 2007, l'espai on es va representar The Fantasticks va rebre el seu nom en honor a l'actor Jerry Orbach, que va protagonitzar El Gallo a la producció original d'aquell programa l'any 1960. El 2012, l'altre espai va rebre el nom de la productora Anne L. Bernstein.
El maig de 2016, el teatre va deixar "Snapple" del seu nom i es va convertir en "The Theatre Center".
The Fantasticks va tancar el juny de 2017. Diverses altres produccions van arribar a Jerry Orbach després. El 2021, Perfect Crime va ser la primera producció escènica en directe a la ciutat de Nova York que va rebre l'aprovació de l'Actors' Equity per reprendre les actuacions després que els cinemes es tanquessin a causa de la pandèmia de COVID-19. Al gener de 2022, els lladres  va robar canonades de coure de l'edifici, va desactivar la fontaneria i la calefacció i va necessitar la cancel·lació de dotze representacions de Perfect Crime. A partir del 2023, Perfect Crime continua la seva carrera a l'espai.